# Mi Diario
Mi Diario es un periódico panameño publicado en la ciudad de Panamá por Corporación La Prensa y distribuido a nivel nacional. 
En 2003, Corporación La Prensa inició la impresión del diario.
En el 2007, en el año de su cuarto aniversario, Mi Diario presentó su página web.
Mi Diario contaba con una circulación de 48,227 ejemplares diarios (al mes de marzo del 2010).